# Kampen mod tuberkulosen (dokumentarfilm fra 1953)
 Ikke at forveksle med Kampen mod Tuberkulosen (dokumentarfilm fra 1943).
Kampen mod tuberkulosen er en dansk dokumentarfilm fra 1953 instrueret af Carl Otto Petersen efter eget manuskript.

## Handling
En ung piges skildring af tuberkulosen, som hun selv har oplevet den. Vi ser undersøgelsen på tuberkulosestationen, hvor sygdommen konstateres, og vi følger behandlingens forskellige faser indtil helbredelsen. Filmen opfordrer til at gå til periodiske undersøgelser og til i givet fald at lade sig calmettevaccinere.

## Medvirkende
- Ruth Brejnholm
- Hanne Lindorff